# Orange Day

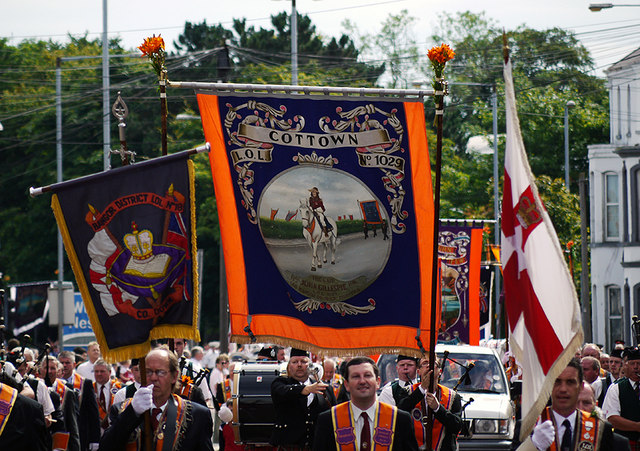
Orange Day à Bangor le 12 juillet 2010.

L'Orange Day ou Twelfth est une fête nord-irlandaise célébrée le 12 juillet. Cette fête commémore la bataille de la Boyne, en juillet 1690, et la victoire du roi Guillaume III d'Orange-Nassau contre le souverain catholique déchu lors de la Glorieuse Révolution Jacques II. 
Des marches organisées par l'ordre d'Orange se déroulent dans chaque comté, tandis que des feux de joie sont allumés lors de la nuit du Onze, le 11 juillet. Les manifestations liées à la célébration de cette fête ont régulièrement donné lieu à des débordements opposant nationalistes catholiques et loyalistes ou orangistes protestants, mais dans une moindre mesure depuis les accords de paix du Vendredi saint. 
En juillet 2010, l'ancien Tánaiste (vice premier ministre irlandais) Michael McDowell a déclaré que l’Orange Day devrait être une fête nationale également en république d'Irlande.
Des drapeaux irlandais, palestiniens et européens sont souvent brulés au sommet des bûchers à cette occasion.